# قائمة الفائزين بجائزة مؤسسة الإمارات العربية المتحدة للصحة
تتضمن هذه المقالة قائمة الحاصلين على جائزة مؤسسة الإمارات العربية المتحدة للصحة التي تمنحها منظمة الصحة العالمية.
تأسست الجائزة عام 2003 بتوجيهات من الشيخ زايد بن سلطان آل نهيان (1918-2004). والجائزة هي جائزة معتمدة، تتكون عن لوحة تذكارية وجائزة مالية بقيمة 40 ألف دولار أمريكي. ويمكن أن تمنح الجائزة لأكثر من شخص أو لمؤسسة قدمت مساهمة بارزة في التنمية الصحية.

## قائمة الحاصلين على الجائزة
| السنة | الاسم                                                                   | الدولة                   |
| ----- | ----------------------------------------------------------------------- | ------------------------ |
| 1995  | مشروع إنقاذ الطفل في مصر                                                | مصر                      |
| 1995  | عبد الرحمن عبد العزيز السويلم                                           | السعودية                 |
| 1996  | عدنان عبّاس                                                              | الأردن                   |
| 1996  | خليفة الجابر                                                            | قطر                      |
| 1997  | عبد الرحمن عبد الله العوضي                                              | الكويت                   |
| 1997  | ر. سالفاتييا أغريلو                                                     | أوروغواي                 |
| 1998  | هيلاري كلينتون                                                          | الولايات المتحدة         |
| 1999  | Iإسماعيل سلّام                                                           | مصر                      |
| 1999  | مركز التثقيف حول المخدرات وعلاج الأشخاص مدمني المخدرات (KENTHEA)        | قبرص                     |
| 2000  | رومويردينيادي سودوكو                                                    | إندونيسيا                |
| 2000  | معهد التمريض                                                            | ميانمار                  |
| 2001  | علي جعفر محمد سليمان                                                    | عمان                     |
| 2001  | اتحاد لجان الإغاثة الطبية الفلسطينية                                    | فلسطين                   |
| 2002  | منظمة أطباء بلا حدود                                                    | فرنسا                    |
| 2002  | إبراهيم محمد يعقوب                                                      | البحرين                  |
| 2003  | محمود فكري                                                              | الإمارات العربية المتحدة |
| 2003  | مجدي يعقوب                                                              | المملكة المتحدة          |
| 2004  | مستشفى شوكت خانوم التذكاري للسرطان ومركز الأبحاث                        | باكستان                  |
| 2004  | [ 16 ]                                                                  | نيجيريا                  |
| 2005  | رانيا العبد الله                                                        | الأردن                   |
| 2006  | رفيق الحريري Foundation                                                 | لبنان                    |
| 2006  | أميناث أميلا                                                            | المالديف                 |
| 2007  | مؤسسة بيل ومليندا غيتس                                                  | الولايات المتحدة         |
| 2008  | مستشفى 57357                                                            | مصر                      |
| 2009  | مشروع الرعاية المتكاملة في فترة الولادة، مستشفى كيه كيه للنساء والأطفال | سنغافورة                 |
| 2009  | الجمعية الجورجية للجهاز التنفسي                                         | جورجيا                   |
| 2010  | المركز الوطني للسكري والغدد الصماء وعلم الوراثة                         | الأردن                   |
| 2010  | برنامج التدخل في مرحلة الطفولة المبكرة                                  | البرتغال                 |
| 2011  | المالديف لرعاية المسنين                                                 | المالديف                 |
| 2011  | الجمعية التشادية من أجل التقدم                                          | تشاد                     |
| 2012  | تشين بوين                                                               | الصين                    |
| 2012  | برنامج مكافحة أمراض الكلى                                               | الفلبين                  |
| 2013  | ليلى علي أكبر بستكي                                                     | الكويت                   |
| 2014  | معهد البحوث الصحية                                                      | كوستاريكا                |
| 2015  | “مؤسسة "أكوغو"                                                          | بولندا                   |
| 2016  | باليز محمد                                                              | الصين                    |
| 2017  | لو بوبو بايدy                                                           | موريتانيا                |
| 2018  | المعهد الكوري للسلامة الدوائية وإدارة المخاطر (KIDS)                    | كوريا الجنوبية           |
| 2019  | المركز الوطني للصحة والطب العام                                         | اليابان                  |
| 2019  | أسكوار هيلونغا                                                          | تنزانيا                  |
| 2020  | تشي جن                                                                  | الصين                    |
| 2022  | المكون الوطني لمكافحة الملاريا                                          | نيكاراغوا                |
| 2023  | ماريا أسونسيون سلفستر                                                   | الفلبين                  |